# Herpestes smithii
Mangouste de Smith
Espèce
Statut de conservation UICN

 LC  : Préoccupation mineure
Herpestes smithii, la Mangouste de Smith, est une espèce de mammifères carnivores de la famille des Herpestidae (les mangoustes).

## Répartition et habitat
Cette mangouste se rencontre en Inde, au Népal et au Sri Lanka. Elle est essentiellement présente dans les zones boisées et de préférence isolées. Elle a parfois été observée dans des rizières et des champs en terrain relativement ouvert.

## Description
Herpestes smithii mesure environ 40 à 45 cm de longueur et se nourrit principalement d'oiseaux, de reptiles et de petits mammifères.

## Liste des sous-espèces
Selon GBIF (14 avril 2024) :
- Herpestes smithii canens Thomas, 1923
- Herpestes smithii rusanus Thomas, 1923
- Herpestes smithii smithii Gray, 1837
- Herpestes smithii thysanurus Wagner, 1839
- Herpestes smithii zeylanius Thomas, 1921

## Classification
Le nom valide complet (avec auteur) de ce taxon est Herpestes smithii Gray, 1837.
Ce taxon porte en français le nom vernaculaire ou normalisé suivant : Mangouste de Smith.
Herpestes smithii a pour synonymes :
- Herpestes ellioti Blyth, 1851
- Herpestes rubiginosus Kelaart, 1852
- Herpestes torquatus Jerdon, 1867
- Urva smithii (Gray, 1837)